# Carex comosa
Espèce
Classification phylogénétique
Carex comosa est une espèce de plantes du genre Carex et de la famille des Cyperaceae.